# Chikkathimmanahalli, Srinivaspur
Chikkathimmanahalli là một làng thuộc tehsil Srinivaspur, huyện Kolar, bang Karnataka, Ấn Độ.